# Mycena terena
Mycena terena är en svampart som tillhör divisionen basidiesvampar, och som beskrevs av Aronsen och Maas Geest. Mycena terena ingår i släktet Mycena, och familjen Favolaschiaceae. Arten har ej påträffats i Sverige.